# 长孙平
长孙平（6世紀—600年代），字处均，河南洛阳人，北周、隋朝官员。

## 生平
长孙平“美容仪”，在北周时释褐任卫王宇文直的侍读。当时北周武帝被权臣宇文护所逼迫，与宇文直暗中谋划，由长孙平担任两人之间的使者。宇文护被杀后，拜开府、乐部大夫。北周宣帝即位后，为小司寇，与小宗伯赵芬分掌六府。
长孙平与杨坚交好，杨坚任丞相时，恐贺若弼在寿阳怀有二心，派长孙平前去强行将贺若弼押回长安，取代他镇守寿阳。
隋开皇二年（582年）五月，征拜度支尚书。他建议令民间每年秋季每家至少出粟麦一石，贫穷的少一点，在各地设立“义仓”，用以预备水旱灾害。被杨坚采纳。几年后转任工部尚书、襄阳县公，被派往突厥调解达头可汗与都蓝可汗的矛盾，成功后突厥赠送他二百匹马。长孙平回来后将马匹上缴朝廷，杨坚又将其赏赐给他。不久被皇帝降职，以尚书检校汴州刺史。一年后正式任汴州刺史。后历任许州、贝州二州刺史，在任相州刺史时，正月十五日百姓庆贺元宵，穿画成铠甲的衣裳，被杨坚得知，被免职。不久顾念长孙平在寿阳时的功劳，进位大将军，拜太常卿，判吏部尚书事。仁寿年间（601—604年）卒于任上。谥曰康。有子长孙师孝，后为王世充所杀。

## 家族
- 六世祖：长孙嵩，北魏太尉、北平王。
- 曾祖：长孙酌，北魏龙骧将军、恒州刺史。
- 祖父：长孙戫
- 父亲：长孙俭，北周柱国、昌宁郡开国公，追赠凉州刺史，鄫国公，谥曰文。

### 子
- 长孙师孝

## 延伸阅读
[在维基数据编辑]
 《隋書·卷46》，出自魏徵《隋书》